# Cimentation (géologie)
Pour les articles homonymes, voir Cimentation et Ciment (homonymie).
Cet article possède un paronyme, voir Cémentation.

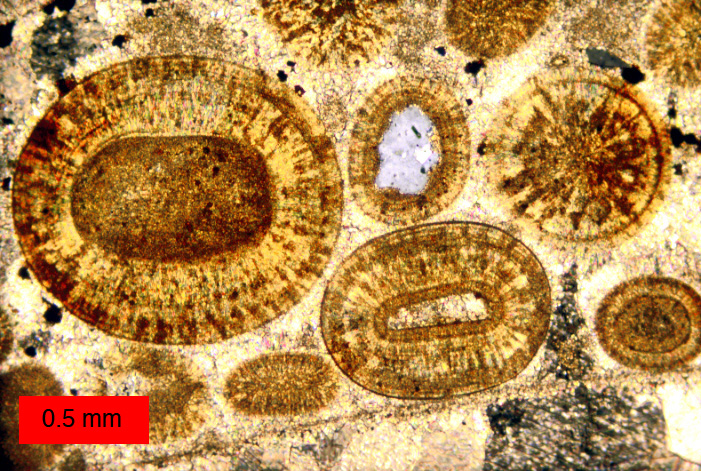
Lame mince montrant le ciment de calcite (élément blanc) dans un calcaire à ooïdes (éléments bruns).

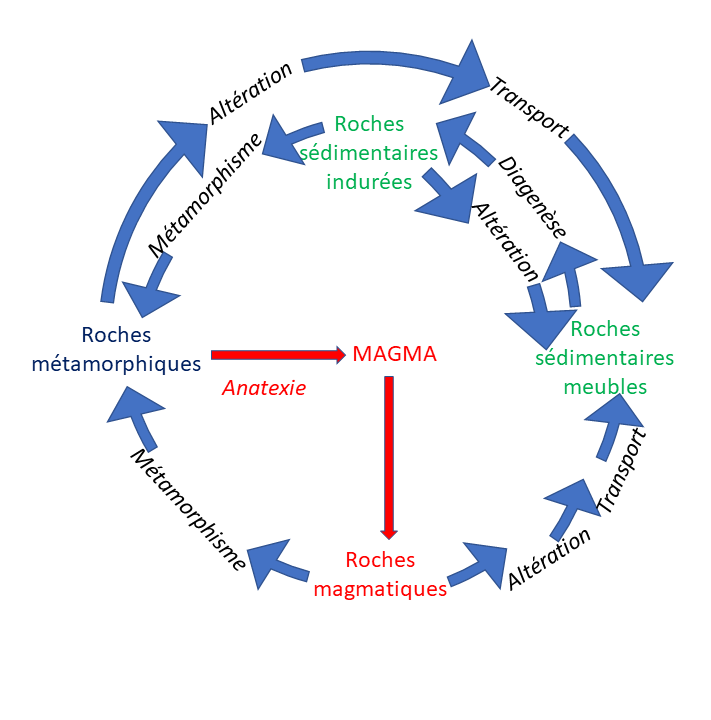
Différents modes de formation des roches.

La cimentation, appelée aussi induration, est une phase de la diagenèse, correspondant à la formation d'un ciment, précipité secondaire de substances minérales dissoutes (argiles, oxydes de fer) dans les espaces libres (espaces intergranulaires, vacuoles, fractures, etc.) au cours de la lithification des sédiments. Ce ciment est un matériau présent entre les grains et donnant la cohérence à la roche. Le ciment peut avoir ou non la même composition minéralogique que les grains.
Selon son degré, la cimentation donne une roche friable, ou une roche très solide si elle est extrême. Selon les circonstances (température, pression, équilibre ionique), les solutions interstitielles ioniques peuvent précipiter en des minéraux qui lient les particules du sédiment entre elles, donnant un ciment minéral de nature variée (argileux, carbonaté, ferrugineux, plus rarement ciment de sulfate ou de phosphate, ou encore ciment siliceux, le ciment le plus fréquent dans les roches détritiques terrigènes). Les sédimentologues distinguent deux types de cimentation : les cimentations simples (par précipitation minérale directe ou par précipitation minérale par nucléation et nourrissage) et les cimentations complexes (par dissolution inter-granulaire, ou par réaction intergranulaire qui peut conduire à l'épigenèse).
Ce processus existe aussi en pédologie avec l'induration de l'horizon d'un sol par un ou plusieurs ciments (oxydes de fer, d'aluminium, silice, matière organique).
L'arkose est un grès feldspathique souvent issu de l’induration d’une arène granitique.
Ce processus se distingue de la cémentation qui est la précipitation de sels par les eaux souterraines à la surface d'une nappe phréatique.